# Honda NT 1100
Die NT 1100 ist ein Motorrad des Fahrzeugherstellers Honda. Es fällt in die Klasse der Tourer.

## Technische Daten
Der Motor ist gegenüber der Honda CRF 1100 L Africa Twin leicht abgewandelt. Die NT 1100 erreicht eine Höchstgeschwindigkeit von 200 km/h.

### Kraftübertragung
Die NT 1100 hat ein Schaltgetriebe mit sechs Gängen, auf Wunsch als Doppelkupplungsgetriebe (Honda-Bezeichnung Dual Clutch Transmission, DCT) bei 10 kg mehr Gewicht. Anders als beim letzten NT-Modell, der Honda NT 700 V Deauville, wird die Motorkraft nicht von einer Kardanwelle, sondern mit einer Kette an das Hinterrad übertragen.

### Kraftstoffversorgung
Der Kraftstofftank fasst 20,4 l. Legt man den vom Hersteller angegebenen WMTC-Verbrauch von 5 Liter/100 km beziehungsweise Testverbräuche (mit Doppelkupplungsgetriebe) bis 6 Liter/100 km zugrunde, ergibt sich eine Reichweite von etwa 330 bis 400 km.  Zur Abgasnachbehandlung hat die NT 1100 einen geregelten Katalysator.

### Fahrwerk
Das Fahrwerk baut auf einem Stahlrohrrahmen mit angeschraubtem Aluminiumheck auf, ebenfalls ähnlich der CRF 1100 L Africa Twin.